# جبال بحار وعمالقة
جبال بحار وعمالقة (بالألمانية: Berge Meere und Giganten) هي رواية خيال علمي من تأليف الكاتب الألماني ألفرد دوبلن، نشرت للمرة الأولى عام 1924. الرواية تتكلم عن تطور المجتمع البشري حتى القرن السابع والعشرين، وتعرض الصراعات بين القوى السياسية في المستقبل، وتطور التكنولوجيا وغير ذلك. والرواية هذه لم تلقَ اهتماماً بقدر رواية دوبلن التي تلتها ميدان ألكسندر في برلين. أنهى دوبلن تأليف الرواية في صيف 1923 ونُشرت في العام التالي.

## وصلات خارجية
- جبال بحار وعمالقة على موقع الموسوعة البريطانية (الإنجليزية)

- "Alfred+Döblin"+Berge+Meere+und+Giganten&hl=es-419&sa=X&ei=rw2XUu29DefQ7AbM-oBg&ved=0CDEQ6AEwAA جبال بحار وعمالقة، على كتب جوجل.
- جبال بحار وعمالقة، على Freebase.
- جبال بحار وعمالقة، على Open library.